# David Sloan Wilson
David Sloan Wilson (Norwalk, Estados Unidos, 1949) es un biólogo evolutivo estadounidense y profesor distinguido de Antropología y Ciencias Biológicas en la Universidad de Binghamton.
Es hijo del autor Sloan Wilson y presidente del Evolution Institute.

## Carrera académica
Wilson se graduó con altos honores de la Universidad de Rochester con una licenciatura en 1971. Luego completó su Ph.D. en 1975 en Michigan State University. Trabajó como socio de investigación en los laboratorios biológicos de la Universidad de Harvard de 1974-1975. Luego ocupó una posición dual como investigador asociado en Zoología en la Universidad del Witwatersrand y la Universidad de Washington de 1975 a 1976. Después fue un agente de investigación sénior en el Instituto Nacional de Investigación para las Ciencias Matemáticas de Sudáfrica desde 1976 hasta 1977.
Wilson regresó a los Estados Unidos como profesor en la división de Estudios Medioambientales en la Universidad de California, Davis, de 1977 a 1980. Luego fue profesor en el Departamento de Zoología de Universidad Estatal de Míchigan de 1980 a 1988. Wilson fue entonces promovido a profesor de Ciencias Biológicas en la Universidad Estatal de Nueva York, Binghamton, en 1988. También fue nombrado profesor de Antropología en 2001.
Wilson es un prominente defensor del concepto de selección de grupo en evolución.
Wilson se ha descrito como un «proponente entusiasta» de la síntesis evolutiva extendida.
El libro más reciente de Wilson para una audiencia general es This View of Life: Completing the Darwinian Revolution, publicado en 2019.